# VinFast VF 8
Le VinFast VF 8 ou VF e35, est un crossover de taille moyenne fabriqué par le constructeur automobile vietnamien VinFast à partir de 2022.

## Présentation
Le modèle VF e35 fait ses débuts dans la seconde moitié de janvier 2021 dans le cadre de la gamme des modèles de voitures électriques du constructeur automobile vietnamien VinFast, qui était également une introduction à l'expansion mondiale. Durant le CES de Las Vegas 2022, VinFast annonce que le VF e35 est renommé VF8.
Tout d'abord, VinFast commence à collecter les commandes du VF e34 en septembre 2021 sur le marché national vietnamien, en livrant les premiers exemplaires en février 2022. Le véhicule fait également partie de l'expansion de VinFast sur les marchés mondiaux, qui est commercialisé en juin 2022 en Europe, en Australie et aux États-Unis.
La VF 8 est produite dans l'usine totalement neuve de Vinfast près du port de Haiphong au Viêt Nam, avant sa prochaine production en Caroline du Nord puis en Allemagne.

### Design
Comme le plus petit VinFast VF e34 et le plus grand VinFast VF e36 (VF 9), le VF8 est un crossover aux proportions rondes combinant des ornements chromés avec une double bande de phares à l'avant de la carrosserie. Il a des feux de jour à LED étroits séparés par une barre chromée, sous laquelle se trouvent le reste des phares.
Le tableau de bord présente une esthétique bicolore, caractérisée par des commutateurs de modes de conduite au design avant-gardiste sur le tunnel central, ainsi qu'un grand écran tactile horizontal (15,6 pouces) pour le système multimédia.

## Caractéristiques techniques

### Motorisation et batterie
La Vinfast VF 8 est disponible avec deux motorisations, chacune composée d'un moteur électrique à l'avant associé à un moteur électrique à l'arrière. La première offre une puissance combinée de 260 kW (353 ch) pour 500 N m de couple et la seconde propose 300 kW (408 ch) et 620 N m de couple.
La capacité utile de la batterie est de respectivement 82 kWh pour une autonomie de 420 km en finition Eco (400 en Plus), et 87,7 kWh pour une autonomie de 471 km en Eco (447 en Plus).

## Finitions
Deux finitions sont disponibles en France au lancement du véhicule (mai 2022) :
- Eco
- Plus